# Euploea clerckii
Euploea clerckii är en fjärilsart som beskrevs av Moore 1883. Euploea clerckii ingår i släktet Euploea och familjen praktfjärilar. Inga underarter finns listade i Catalogue of Life.